# Free Somebody
Free Somebody là mini album đầu tay của ca sĩ người Hàn Quốc và thành viên nhóm nhạc f(x) Luna, được phát hành vào ngày 31 tháng 5 năm 2016 bởi SM Entertainment và KT Music. Mini album tiêu thụ được 10.318 bản trong tháng đầu phát hành.

## Bối cảnh và phát hành
Vào ngày 17 tháng 5 năm 2016, thông báo Luna sẽ solo debut vào cuối tháng 5. Điều này được xác nhận vào ngày 27 tháng 5 bởi SM Entertainment với thông báo rằng Luna sẽ ra mắt như một nghệ sĩ solo với mini album "Free Somebody" vào ngày 31 tháng 5 với một ca khúc chủ đề cùng tên. Thể loại bài hát được mô tả như "ngôi nhà electronic pop dance''. Vào ngày 29 tháng 5 năm 2016, SM Entertainment đăng teaser MV cho bài hát bài hát chủ đề. Được thông báo vào ngày 30 tháng 5, Luna là người sáng tác bài "예쁜 소녀 (I Wish)" và "My Medicine". Album sẽ phát hành digitally trên toàn cầu vào ngày 31 tháng 5 năm 2016. Tại Hàn Quốc, album được phân phối physically và digitally bởi SM Entertainment và KT Music.

## Quảng bá
Vào ngày 30 tháng 5 năm 2016, Luna đã mở live preview cho album trên kênh SMTOWN trên Naver V app.
Luna bắt đầu quảng bá cho bài hát chủ đề "Free Somebody" trên chương trình âm nhạc vào ngày 4 tháng 6. Luna lần đầu trình diễn bài hát trên Show! Music Core, sau đó trình diễn trên Inkigayo, Show Champion, M! Countdown, Music Bank, The Show. Luna cũng trình diễn "Keep On Doin" nhiều lần cùng với bài hát chủ đề.
"Free Somebody" cũng được quảng bá trên You Hee-yeol's Sketchbook [5][5][5][5] và tại KCON 2016 tại Paris và cuộc thi Miss Korea 2016.

## Single
Vào ngày 26 tháng 5 năm 2016, Luna đã thông báo phát hành "Free Somebody" một bài hát quảng bá cho album. Teaser video cho bài hát được phát hành vào ngày 29 tháng 5 sau đó MV và digital phát hành vào ngày 31 tháng 5. Luna trình diễn bài hát lần đầu tiên tại Show! Music Core. Bài hát đứng tại vị trí 57 trên Gaon Digital Chart.

## Danh sách bài hát
| STT              | Nhan đề                            | Phổ lời                     | Phổ nhạc                                                                                          | Thời lượng |
| ---------------- | ---------------------------------- | --------------------------- | ------------------------------------------------------------------------------------------------- | ---------- |
| 1.               | "Free Somebody"                    | Kim Min-ji, Seo Ji-eum, JQ  | Anton Malmberg Hård af Segerstad, Joy Neil Mitro Deb, Linnea Mary Han Deb, Joanna "JoJo" Levesque | 3:20       |
| 2.               | "Breathe"                          | Ku Tae-oo                   | Henk Jan Kooistra, Jantine Annika Heij                                                            | 3:39       |
| 3.               | "Keep On Doin'"                    | Le`mon, JQ, Bae Seong-hyeon | Sara Forsberg, Anton Malmberg Hård af Segerstad, Joy Neil Mitro Deb, Linnea Mary Han Deb          | 3:13       |
| 4.               | "예쁜 소녀 (I Wish)" (Pretty Girl) | Luna, Choi (LU:KUS),        | Luna, Park Seul-gi, Choi (LU:KUS)                                                                 | 3:43       |
| 5.               | "Galaxy"                           | Jo Yung-yeong               | Edward Ross Lara, \|Todd Wright, Phoebe Sharp, Cassidy Ford, Sean Kendall                         | 3:06       |
| 6.               | "My Medicine"                      | Luna, Choi (LU:KUS)         | Luna, Park Seul-gi, Choi (LU:KUS)                                                                 | 3:23       |
| Tổng thời lượng: | Tổng thời lượng:                   | Tổng thời lượng:            | Tổng thời lượng:                                                                                  | 20:24      |

## Bảng xếp hạng
| Bảng xếp hạng               | Vị trí cao nhất |
| --------------------------- | --------------- |
| Album Hàn Quốc (Circle)     | 5               |
| US World Albums (Billboard) | 3               |

| Bảng xếp hạng                      | Vị trí |
| ---------------------------------- | ------ |
| Hàn Quốc Albums (Gaon Album Chart) | 15     |

|  | Phần này không có nguồn tham khảo nào. Mời bạn giúp cải thiện Phần bằng cách bổ sung các nguồn tham khảo đáng tin cậy. Các nội dung không nguồn có thể bị nghi ngờ và xóa bỏ. Nếu bài được dịch từ Wikipedia ngôn ngữ khác thì bạn có thể chép nguồn tham khảo bên đó sang đây. (July 2016) (Tìm hiểu cách thức và thời điểm xóa thông báo này) |

| Bảng xếp hạng                      | Vị trí |
| ---------------------------------- | ------ |
| Hàn Quốc Albums (Gaon Album Chart) |        |

## Lịch sử phát hành
| Nước          | Ngày                     | Định dạng            | Công ty phân phối          |
| ------------- | ------------------------ | -------------------- | -------------------------- |
| Hàn Quốc      | Ngày 31 tháng 5 năm 2016 | CD, digital download | SM Entertainment, KT Music |
| Toàn thế giới | Ngày 31 tháng 5 năm 2016 | Digital download     | SM Entertainment           |